# Åkersvartlöpare
Åkersvartlöpare (Pterostichus melanarius) är en skalbaggsart som beskrevs av Johann Karl Wilhelm Illiger. Åkersvartlöpare ingår i släktet Pterostichus och familjen jordlöpare. Arten är reproducerande i Sverige. Inga underarter finns listade i Catalogue of Life.

## Bildgalleri

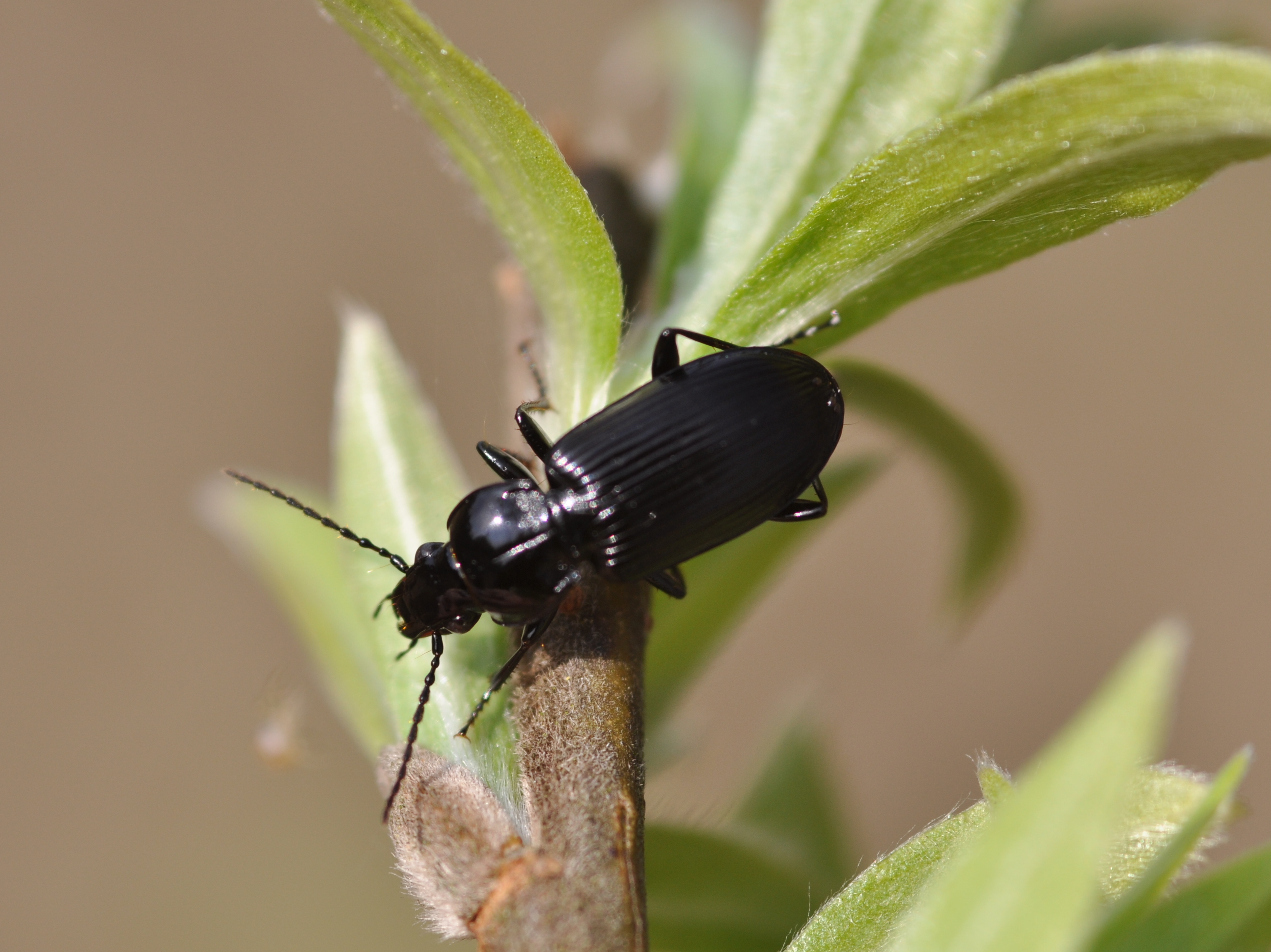
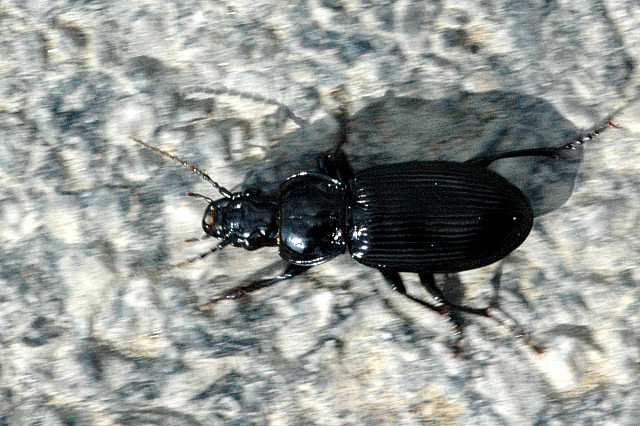
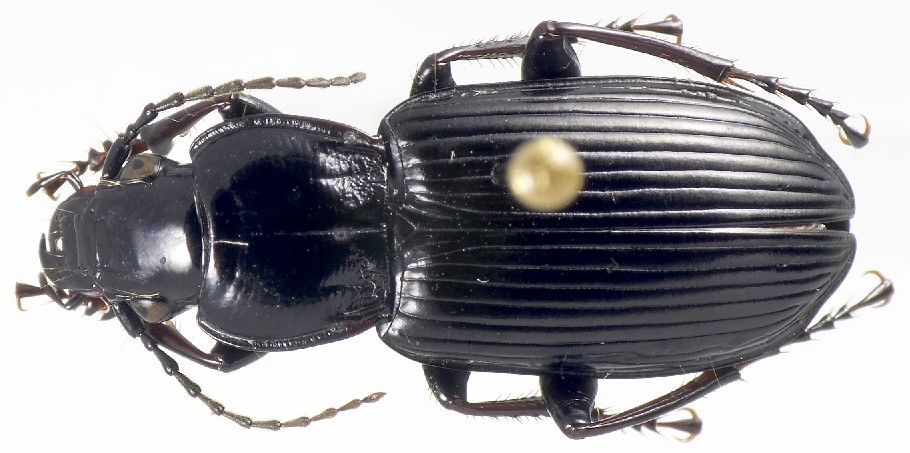
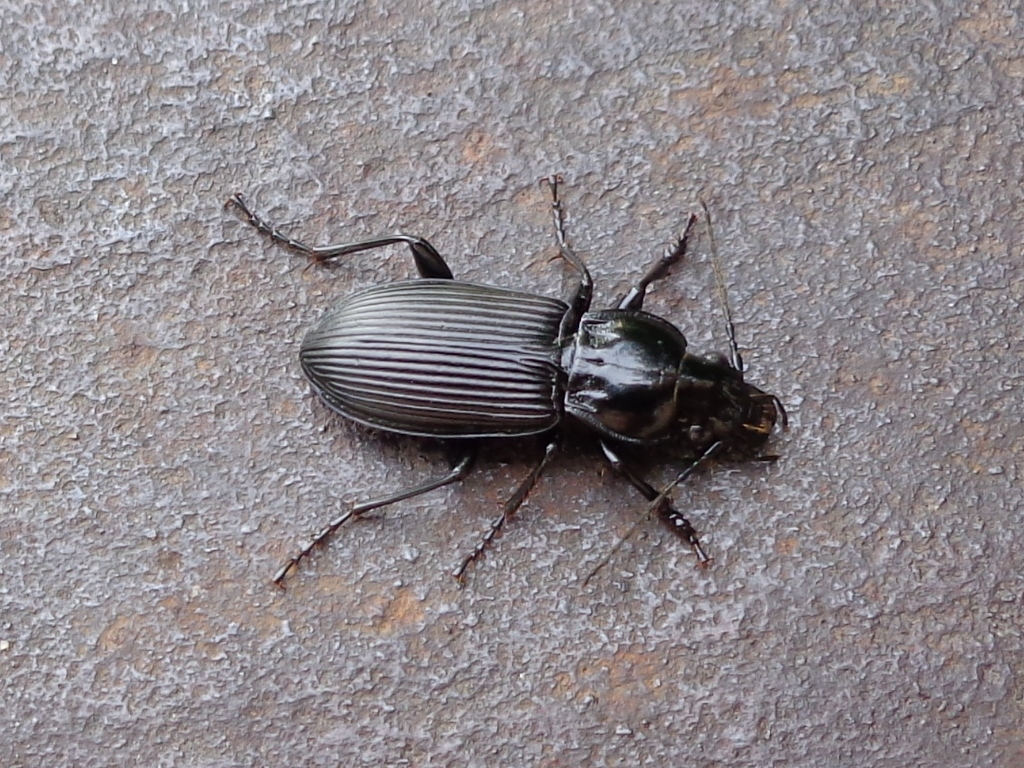
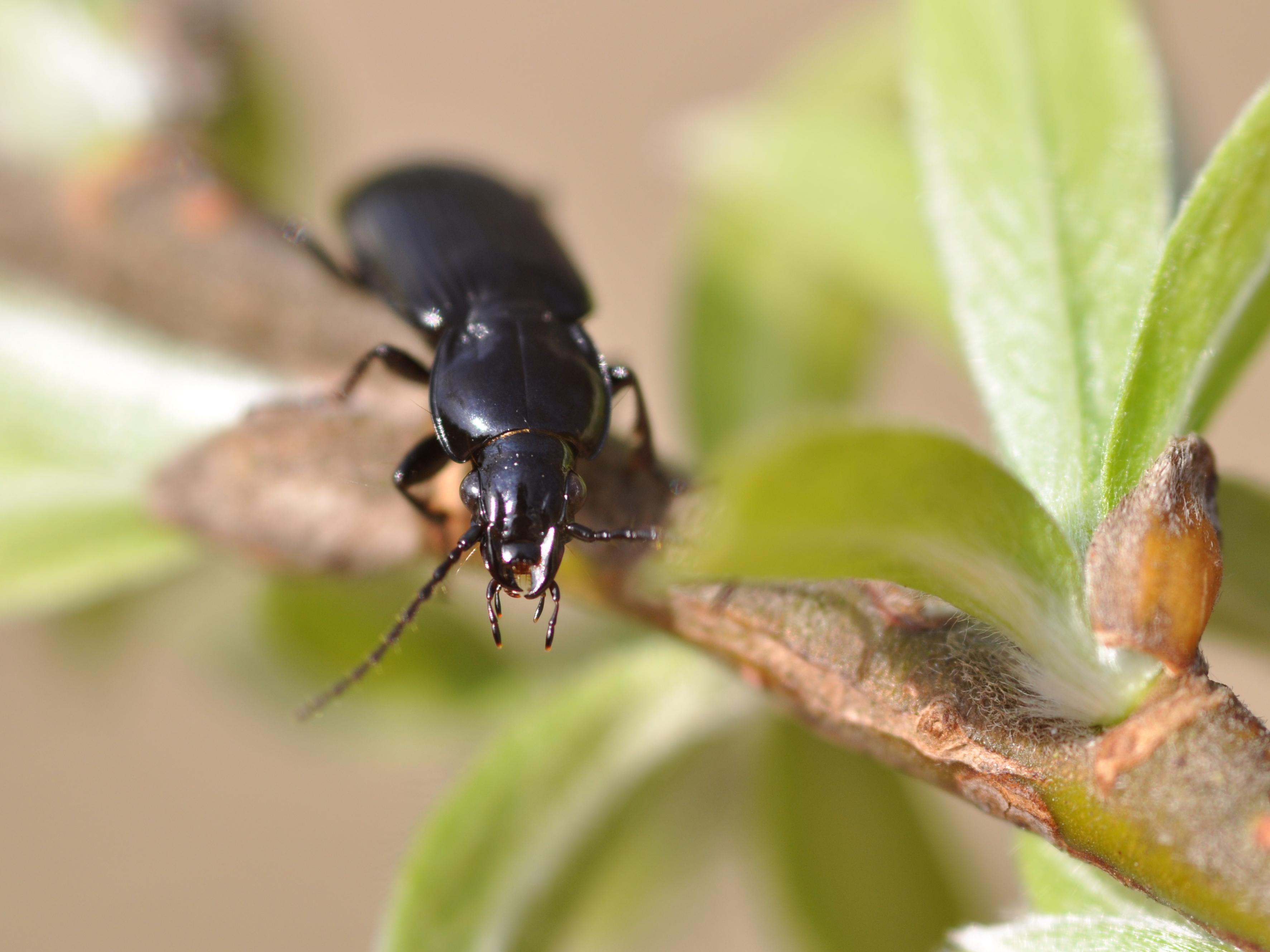
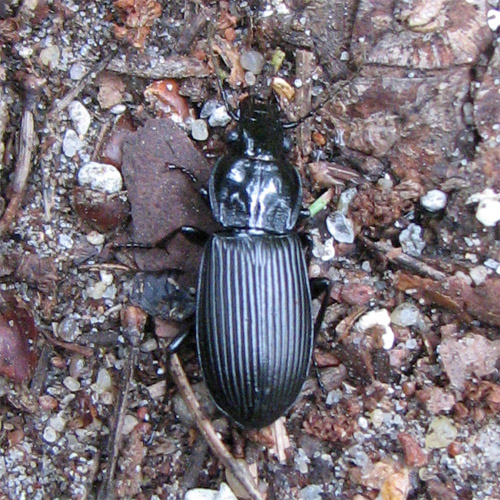